# (32032) Askandola
2000 JG16 (asteroide 32032) é um asteroide da cintura principal. Possui uma excentricidade de 0.06511610 e uma inclinação de 4.12222º.
Este asteroide foi descoberto no dia 5 de maio de 2000 por LINEAR em Socorro.